# Hypecoum pseudograndiflorum
Hypecoum pseudograndiflorum là một loài thực vật có hoa trong họ Anh túc. Loài này được Petrovic mô tả khoa học đầu tiên năm 1886.